# Geständnisse einer Frau (1927)
Geständnisse einer Frau ist ein US-amerikanisches Stummfilmdrama aus dem Jahr 1927 von Mauritz Stiller mit Pola Negri und Einar Hanson in den Hauptrollen. Der Film wurde von Paramount Famous Lasky produziert und basiert auf dem Bühnenstück Geständnis von Ernö Vajda.

## Handlung
Julie Morland, die wegen des Mordes an Gaston Napier vor Gericht steht, erinnert sich an die Ereignisse ihres Lebens vor sechs Jahren.

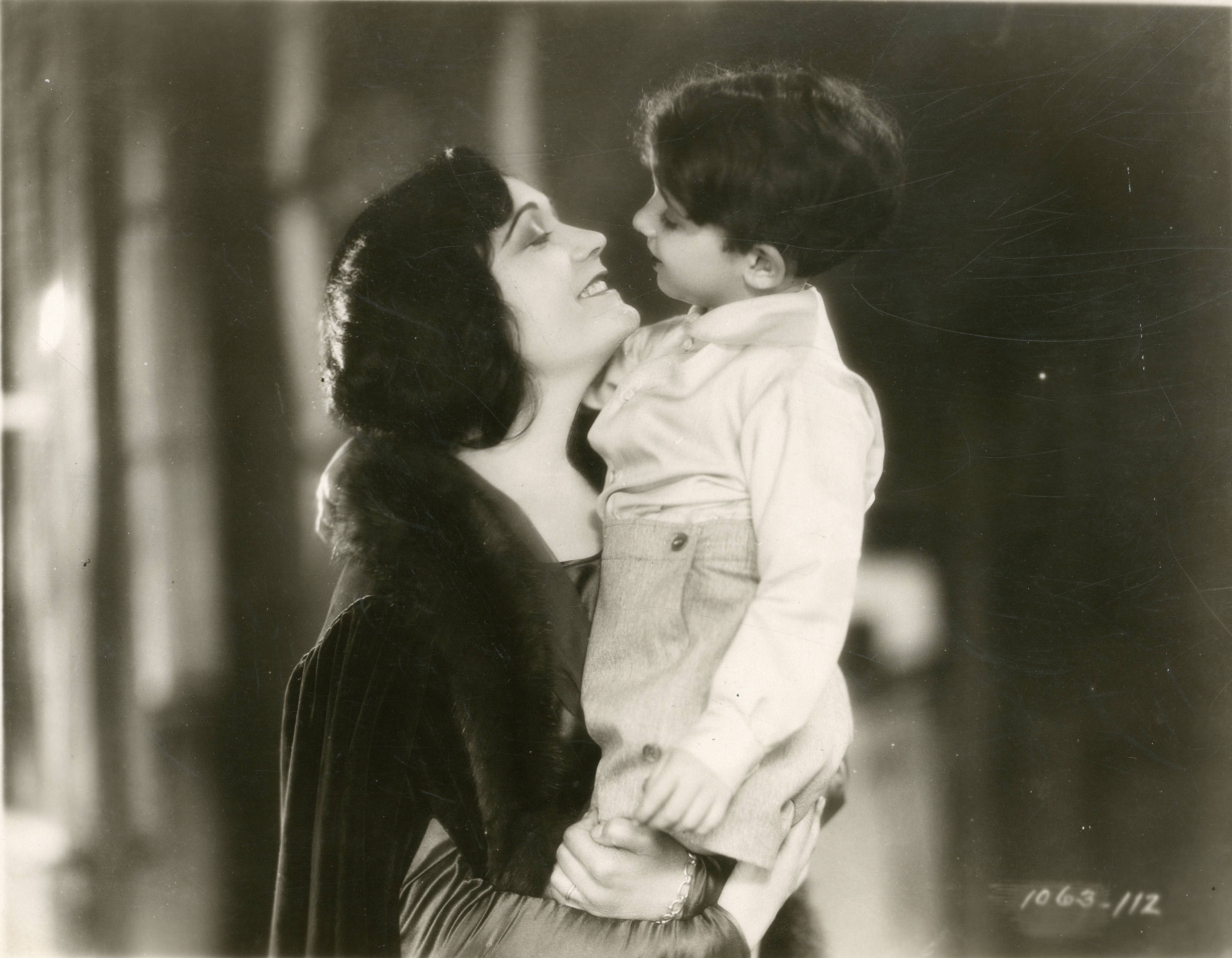
Julie (Pola Negri) mit ihrem Sohn Paul (Baby Dorothy Brock)

Julie ist in Pierre Bouton verliebt, einen schwer erkrankten Künstler. Sie verhindert während einer Party in Gastons Atelier seinen Selbstmord. Bei einem Kunsthändler trifft Julie John Morland, einen reichen Verehrer, der ihr erneut einen Heiratsantrag macht. Sie nimmt an, weil sie glaubt, so Geld für die Pflege von Pierre zu bekommen. Fünf Jahre später treibt die Eifersucht ihres Mannes sie dazu, Trost bei ihrem einzigen Kind Paul zu suchen. John findet einen Brief von Pierre, der in einem Sanatorium untergebracht ist. Als er erfährt, dass sie Pierre besucht hat, verbietet er Julie, Paul zu sehen. Julie entführt den Jungen, die folgende Scheidung führt dazu, dass Paul aus dem Sanatorium zu seiner Mutter ziehen muss. John zwingt Gaston Napier, der ihm Geld schuldet, eine kompromittierende Situation in seinem Atelier zu arrangieren. Als Julie die grausame Intrige erkennt, erschießt sie Gaston in Notwehr. 
Nach ihrem Freispruch zieht Julie mit Paul in einen Badeort und findet schließlich ihr Glück mit Pierre.

## Hintergrund
Gedreht wurde der Film ab dem 3. Januar 1927 in den Paramount-Studios in Hollywood.
Als Co-Produzent war B. P. Schulberg tätig.
Der Film gilt als verschollen. Von den sechs Filmrollen ist nur eine Rolle mit Outtakes erhalten, die im George Eastman House archiviert wird.

## Veröffentlichung
Die Premiere des Films fand am 25. September 1927 in New York statt. In Österreich kam er am 18. November 1928 in die Kinos.

## Kritiken
Mordaunt Hall von der The New York Times befand, der Film sei eine geradlinige Erzählung, deren Höhepunkt nicht ganz unerwartet komme. Er habe keinen großen dramatischen Reiz oder Spannung, und der Regisseur betone einen unangenehmen Zwischenfall und lasse einige seiner Schauspieler wie Automaten aussehen. Frau Negri diene dem Film, so gut sie es unter den gegebenen Umständen könne, aber selbst sie müsse sich ungeschickt ausdrücken. Es scheine, dass Herr Stiller trotz seines Ruhms in Skandinavien in diesem Film in vielen der Zwischenfälle die natürlichen menschlichen Emotionen übersehen habe. Die Schauspieler stehen offensichtlich und gehorchen, aber das erscheine ziemlich albern angesichts dessen, was in nicht wenigen der Szenen passiert. Ab und zu habe Herr Stiller eine Idee, von der er sich vermutlich vorstelle, dass sie im Film eine aussagekräftige Rolle spielen würde. Tatsächlich wiederhole er lediglich, was das Publikum bereits begriffen habe.